# 帕哈德松布雷羅
帕哈德松布雷羅（西班牙語：Paja de Sombrero），是巴拿馬的城鎮，位於該國西部，由奇里基省的瓜拉卡區負責管轄，面積62.7平方公里，海拔高度523米，2010年人口653，人口密度每平方公里10.4人。